# Ischnotoma episema
Ischnotoma episema är en tvåvingeart som beskrevs av Alexander 1924. Ischnotoma episema ingår i släktet Ischnotoma och familjen storharkrankar. Inga underarter finns listade i Catalogue of Life.